# Marie-Ange Legros
Pour les articles homonymes, voir Legros.
Marie-Ange Legros, née le 30 avril 1963 à Awoingt, est une karatéka française.

## Carrière
Marie-Ange Legros est médaillée de bronze aux Championnats du monde de karaté 1988 en kumite individuel féminin des plus de 60 kg. Elle dispute les Jeux mondiaux de 1989, terminant deuxième du kumite individuel féminin dans la catégorie des plus de 60 kg. Elle remporte une médaille d'argent aux Championnats d'Europe de karaté 1990 en kumite dans la catégorie des plus de 60 kg. Elle est sacrée championne de France en 1991.  Elle remporte une nouvelle médaille d'argent aux Championnats d'Europe de karaté 1992 en kumite dans la catégorie des plus de 60 kg.